# Tony Roberts
Tony Roberts, pseudonimo di David Anthony Roberts (New York, 22 ottobre 1939 – New York, 7 febbraio 2025), è stato un attore statunitense.

## Biografia
Nato a New York da una famiglia ebraica, cugino dell'attore Everett Sloane, Roberts divenne famoso soprattutto per i ruoli di spalla di Woody Allen in alcuni grandi film del regista statunitense. 
Dopo essersi laureato alla Northwestern University, debuttò a Broadway nel 1962. Partecipò quindi a molti film di Allen, primo fra i quali Provaci ancora, Sam (1972) di Herbert Ross, in cui interpretò Dick Christie, marito di Linda, la donna di cui si infatua Sam e con la quale rivive il finale del film Casablanca. In seguito Roberts lavorò nuovamente con Allen in Io e Annie (1977), interpretando Rob, l'amico del protagonista Alvy Singer, Stardust Memories (1980), Una commedia sexy in una notte di mezza estate (1982), Hannah e le sue sorelle (1986) e Radio Days (1987). 
Versatile interprete nella commedia, anche teatrale, affrontò tuttavia ruoli da caratterista drammatico in film come Serpico (1974) e Dimmi quello che vuoi (1980) di Sidney Lumet; apparve anche in un horror, Amityville 3D (1983).
In televisione prese parte ad alcuni episodi di Law & Order - I due volti della giustizia tra il 1991 e il 2010, e ad un episodio di Law & Order: Criminal Intent nel 2008.
Le esperienze teatrali di Roberts a Broadway includono A piedi nudi nel parco; How Now, Dow Jones; Murder at the Howard Johnson's; Promises, Promises; Sugar (la versione musicale del film A qualcuno piace caldo); The Sisters Rosensweig; They're Playing Our Song; Victor/Victoria; The Tale of the Allergist's Wife; Arsenico e vecchi merletti; e Cabaret. Nel 1998 l'attore interpretò Buddy Plummer in Follies di Stephen Sondheim alla Paper Mill Playhouse nel New Jersey. Nel 2007, Roberts tornò a Broadway nel musical rock Xanadu.
Grande appassionato di musica classica, era un cultore della polifonia dell'Ars Antiqua e amava particolarmente due composizioni di Ludwig van Beethoven, la Missa solemnis e la Nona Sinfonia "Corale".
Tony Roberts è morto il 7 febbraio del 2025, a causa di un tumore polmonare, nella sua casa di Manhattan.

## Filmografia parziale

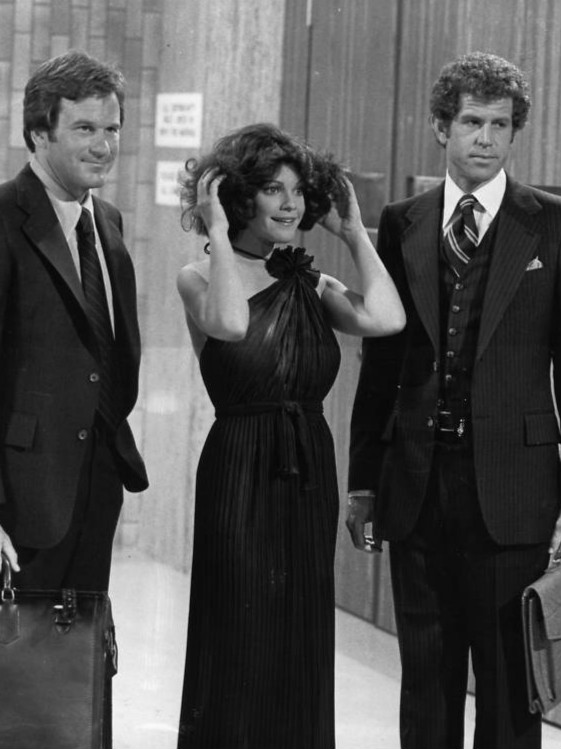
Tony Roberts (a destra) nel 1977

### Cinema
- Un papero da un milione di dollari (The Million Dollar Duck), regia di Vincent McEveety (1971)
- Provaci ancora, Sam (Play It Again, Sam), regia di Herbert Ross (1972)
- Serpico, regia di Sidney Lumet (1973)
- Il colpo della metropolitana (Un ostaggio al minuto) (The Taking of Pelham One Two Three), regia di Joseph Sargent (1974)
- Il mio uomo è un selvaggio (Le Sauvage), regia di Jean-Paul Rappeneau (1975)
- Io e Annie (Annie Hall), regia di Woody Allen (1977)
- Stardust Memories, regia di Woody Allen (1980)
- Dimmi quello che vuoi (Just Tell Me What You Want), regia di Sidney Lumet (1980)
- Una commedia sexy in una notte di mezza estate (A Midsummer Night's Sex Comedy), regia di Woody Allen (1982)
- Amityville 3D, regia di Richard Fleischer (1983)
- Hannah e le sue sorelle (Hannah and Her Sisters), regia di Woody Allen (1986)
- Seize the Day, regia di Fielder Cook (1986)
- Radio Days, regia di Woody Allen (1987)
- 18 Again!, regia di Paul Flaherty (1988)
- Popcorn, regia di Mark Herrier e Alan Ormsby (1991)
- Nei panni di una bionda (Switch), regia di Blake Edwards (1991)
- 7 giorni per cambiare (The Longest Week), regia di Peter Glantz (2014)

### Televisione
- Phyllis – serie TV, episodio 1x11 (1975)
- Hotel – serie TV, episodio 2x26 (1985)
- Matlock – serie TV, episodio 5x14 (1991)
- La signora in giallo (Murder, She Wrote) – serie TV, episodio 8x16 (1992)
- Perry Mason: Il caso Jokester (A Perry Mason Mystery: The Case of the Jealous Jokester), regia di Vincent McEveety – film TV (1995)
- Law & Order - I due volti della giustizia (Law & Order) – serie TV, 4 episodi (1991-2010)
- Law & Order: Criminal Intent – serie TV, episodio 7x18 (2008)
- Dirty Dancing, regia di Wayne Blair – film TV (2017)

## Doppiatori italiani
Nelle versioni in italiano delle opere in cui ha recitato, Tony Roberts è stato doppiato da:
- Gino La Monica in Provaci ancora Sam, La signora in giallo, Law & Order - I due volti della giustizia (ep. 8x16)
- Rodolfo Traversa in Io e Annie, Una commedia sexy in una notte di mezza estate, Hannah e le sue sorelle
- Gianni Marzocchi in Un papero da un milione di dollari
- Pino Colizzi in Serpico
- Rino Bolognesi in Love Boat
- Oreste Rizzini in Stardust Memories
- Andrea Ward in Questione d'onore
- Diego Reggente in Amityville 3D
- Saverio Moriones in Law & Order - I due volti della giustizia (ep. 2x03)
- Franco Zucca in Law & Order - I due volti della giustizia (ep. 20x19)
- Domenico Brioschi in Law & Order: Criminal Intent
- Rodolfo Bianchi in 7 giorni per cambiare